# Kung (spelkort)

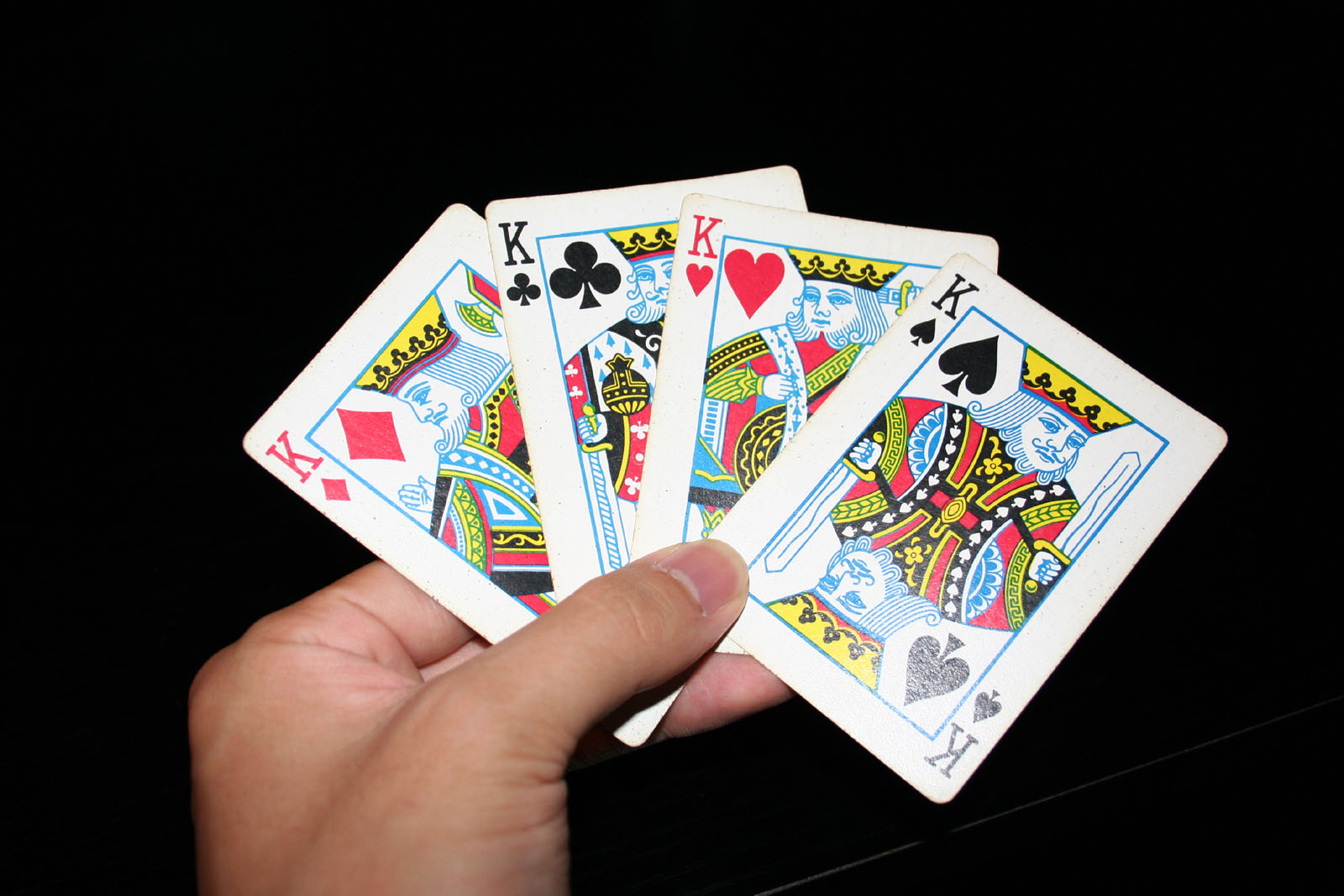
Ruter kung, klöver kung, hjärter kung och spader kung.

Det finns fyra kungar i en kortlek: hjärter kung, spader kung, ruter kung och klöver kung. Kungen är en av de tretton valörerna i en standardkortlek. Kungarna i kortleken är oftast det näst högsta kortet efter esset men kan även vara det högsta kortet (då ess räknas som 1) beroende på vilket kortspel man spelar. I kortleken är kungen det trettonde alternativt det fjortonde kortet. 